# 坂井製粉製麺
坂井製粉製麺（さかいせいふんせいめん）は新潟県新潟市東区にある製粉・製麺を行っている有限会社。新潟県学校給食指定工場で、学校給食のソフト麺などを約50校に納品している。
キャッチコピーは毎日おいしい麺造り。

## 概要
表側が店舗で斜め裏側が工場という店構えになっている。工場では、そば粉や米粉の製粉と、業務用生ラーメンを中心に学校給食のソフト麺、米粉を使った米パスタや米ラーメンなどの製造を行っている。製品は基本的に業務用となっているが、予約をすれば個人注文にも応じている。
「柿ポリフェノール生ラーメン」や「ぶどう樹液麺」など、独自製品の開発に取り組んでおり、麺の製造に関する特許を3件取得している。また、米粉を使用した麺の開発も取り組んでいる（詳細は後述を参照のこと）。

## 主な製品
- 業務用生ラーメン
- お米の揚げめん - 味なしの普通麺と味付のおつまみ用。キャノーラ種のなたね油を使用、健康にも気を遣った製品である。
- 柿のポリフェノール入り生ラーメン - 佐渡島の柿を使用している。

## 米粉を使用した製品の開発
新潟県では、小麦粉消費量の10%以上を米粉に置き換えることで食料自給率の向上を図る「R10プロジェクト」を2008年に提唱し、様々な活動を展開している。しかし、このプロジェクトが提唱されるよりも前——1995年から坂井製粉製麺は米粉を使用した麺の製造に取り組んでおり、開発された製品の一つである米粉うどんは2009年に県内の給食用食材として採用される見込みとなっている。2008年に小麦粉の価格が世界規模で高騰したことを契機に、同社の製品に対する飲食店からの問い合わせが増加し、県外にも販路を拡大している。
現在、新潟大学や新潟県などで構成された産学官研究グループに参加し、アミロペクチン長鎖型の超硬質米による米粉を使用した食品の開発を行っている。
“米を主原料にしたパスタ製造法の開発”で、平成13年度新潟県技術賞受賞者に坂井秀博（専務取締役）が選ばれている。 